# Landkreis Rottweil
Landkreis Rottweil är ett distrikt i Baden-Württemberg, Tyskland.

## Infrastruktur
Motorvägen A81 passerar genom distriktet.
1. 1 2  GeoNames, 2005, Geonames-ID: 3214110, läs online och läs online.[källa från Wikidata]